# MTV Adria
MTV Adria fue la filial local del canal de televisión estadounidense MTV. Su señal cubría todos los países pertenecientes a Yugoslavia. Era operado por Paramount Networks EMEAA, a su vez propiedad de Paramount Global.

## Historia
El canal inició emisiones el 1 de septiembre de 2005 a través de la red satelital. El objetivo principal de este canal era la promoción y creación de redes de artistas musicales del territorio de la ex República Federativa Socialista de Yugoslavia. La emisión estuvo disponible para los espectadores de forma gratuita. Con motivo del lanzamiento del canal, se organizaron conciertos correspondientes en las capitales de los países donde el canal estaba disponible. El objetivo era promover y consolidar la música urbana, y como destacó la producción de MTV: «De esta manera, MTV Adria brindará a los jóvenes creadores de la región la oportunidad de expresar su creatividad en el campo de la música y el arte audiovisual, conectando la producción internacional de programas de entretenimiento de MTV y la producción musical internacional relevante con la música urbana originaria de la región». La llegada de MTV Adria a estos ámbitos estuvo acompañada en su mayoría de reacciones positivas, porque artistas y críticos reconocieron en él la posibilidad de que la escena pop-rock, que había estado marginada durante años, pudiera encontrar nuevamente su camino hacia un público más amplio.La primera canción en sonar fue Beautiful Day de U2.
Inicialmente, la sede del canal estaba en Liubliana. Sin embargo, con el fin de aumentar la presencia de la cadena MTV en la región, MTV Adria abrió oficinas en Zagreb y Belgrado en junio de 2009. Posteriormente, la sede de MTV Adria se trasladó a Belgrado, desde donde se estableció la comunicación y coordinación con las oficinas europeas de MTV en Londres, Varsovia y Budapest.
Desde el principio, la señal se dividió por regiones: para los territorios de Croacia, Serbia y Eslovenia, emitiendo tres señales con los nombres no oficiales MTV Hrvatska, MTV Srbija y MTV Slovenija. Esta división tuvo motivaciones financieras, dado que éstos son los tres mercados regionales más grandes. Las señales tenían el mismo contenido, marca y esquema de programación, mientras que las diferencias se reflejaban en el idioma de las transmisiones extranjeras, la publicidad y los patrocinios. En los territorios restantes de la ex República Federativa Socialista de Yugoslavia (Bosnia y Herzegovina, Kosovo, Macedonia del Norte y Montenegro) se emitió la señal serbia de MTV Adria.
En 2009 hubo cambios en la estructura de MTV Adria para la región, lo que se reflejó en tres cambios que tuvieron lugar dicho año. En primer lugar, se produjo un cambio de marca de MTV Adria: la denominación Adria se eliminó gradualmente de todas las identidades visuales, siendo este proceso casi imperceptible para los espectadores, ya que el nombre Adria se omitió gradualmente de los títulos de los programas y las listas, eliminándose por completo del logotipo en sí (por ejemplo, la lista Adria Top 20 pasó a llamarse Top 20). Además, el 3 de agosto de 2009, MTV Adria codificó su señal, que había sido de emisión gratuita desde su lanzamiento, y por lo tanto estuvo disponible, desde entonces; sólo para suscriptores de televisión de pago y clientes de cable en la región. Por último, el 19 de septiembre de 2009, MTV lanzó tres sitios web regionales disponibles en los idiomas croata, esloveno y serbio.
Las tres señales continuaron compartiendo la misma programación hasta el 25 de agosto de 2011, cuando MTV dividió aún más sus tres señales, no solo durante las pausas comerciales, sino también en cuanto a la programación. Por primera vez desde el lanzamiento del canal, se podía emitir programación diferente en toda la región. Sin embargo, la producción de las tres señales locales se mantuvo prácticamente idéntica.
El principio del fin del canal MTV Adria se produjo el 1 de marzo de 2015, cuando las señales emitidas por MTV Hrvastska y MTV Slovenija se unieron, emitiendo la misma señal, con anuncios en croata y esloveno, así como campañas promocionales en inglés. Al mismo tiempo, el sitio web esloveno de MTV fue cerrado y los visitantes fueron redirigidos al sitio web croata de MTV o al sitio web global de MTV. Posteriormente, los visitantes fueron redirigidos al sitio web serbio de MTV. 
A partir del 18 de marzo de 2015, el canal empezó a emitir en formato 16:9.
2017 fue el último año de trabajo de MTV Adria. El 3 de julio de 2017, MTV Adria sustituyó la programación de telerrealidad por contenido musical las 24 horas y unificó la señal para todos los países, por lo que el contenido pasó a basarse exclusivamente en videos musicales. Además, todos los sitios web y redes sociales, excepto la página de Facebook del canal, fueron cerrados. Desde el 18 de septiembre de 2017 todos los gráficos y bloques temáticos fueron reemplazados por gráficos globales.
El 1 de enero de 2018, el canal MTV Adria dejó de emitir y fue reemplazado por MTV Europa. La última canción en sonar fue, precisamente, Beautiful Day de U2.

## Programación
Al principio, la programación del canal MTV Adria estaba compuesta exclusivamente de contenidos musicales, con un 20% de la programación dedicada a intérpretes musicales de los países de la ex República Federativa Socialista de Yugoslavia, mientras que el 80% restante estaba reservado para intérpretes del extranjero. Con el tiempo, el esquema de programación se amplió con la introducción de programas producidos por MTV. Así, paulatinamente se emitieron numerosos programas en MTV Adria, cubriendo una amplia variedad de temas, así como géneros musicales. Además, se incluyen espectáculos de producción regional, así como programas especiales dedicados a eventos de la región. 
- 3 From 1.
- Alternative Nation.
- Biggest! Hottest! Loudest!
- Chill Out Zone.
- Dancefloor Chart.
- Domaća Naloga / Domaća Zadaća / Domaći Zadatak.
- Domačica / Domaćica.
- Hip Hop Chart.
- Jukebox.
- Morning Mix.
- MTV Live.
- MTV Premijera.
- Music Non Stop.
- Party Zone.
- Rock Chart.
- The 10 Biggest Tracks Right Now.
- Top 10 At 10.
- Top 20.
- MTV Push.
- MTV World Stage.
- Blok.
- Adria Top 20.
- Hitorama.
- Okus Znanih / Ukus Poznatih.
- Awkward.
- Catfish: The TV Show.
- House Of Food.
- Geordie Shore.